# Djabbir

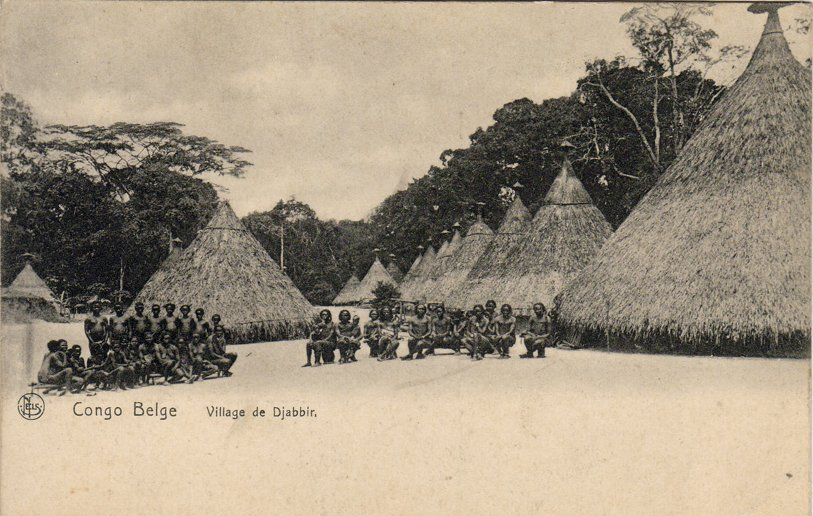
Village de Djabbir

Djabbir est une localité de la République démocratique du Congo située dans la vallée du l'Uele, au nord-est du pays. Le capitaine Léon Roget de l'État indépendant du Congo y créa un poste en février 1890, à proximité de l'actuelle Faradje.
Localisation : 3° 49′ 19″ N, 30° 03′ 06″ E